# Quebrada Santo Domingo

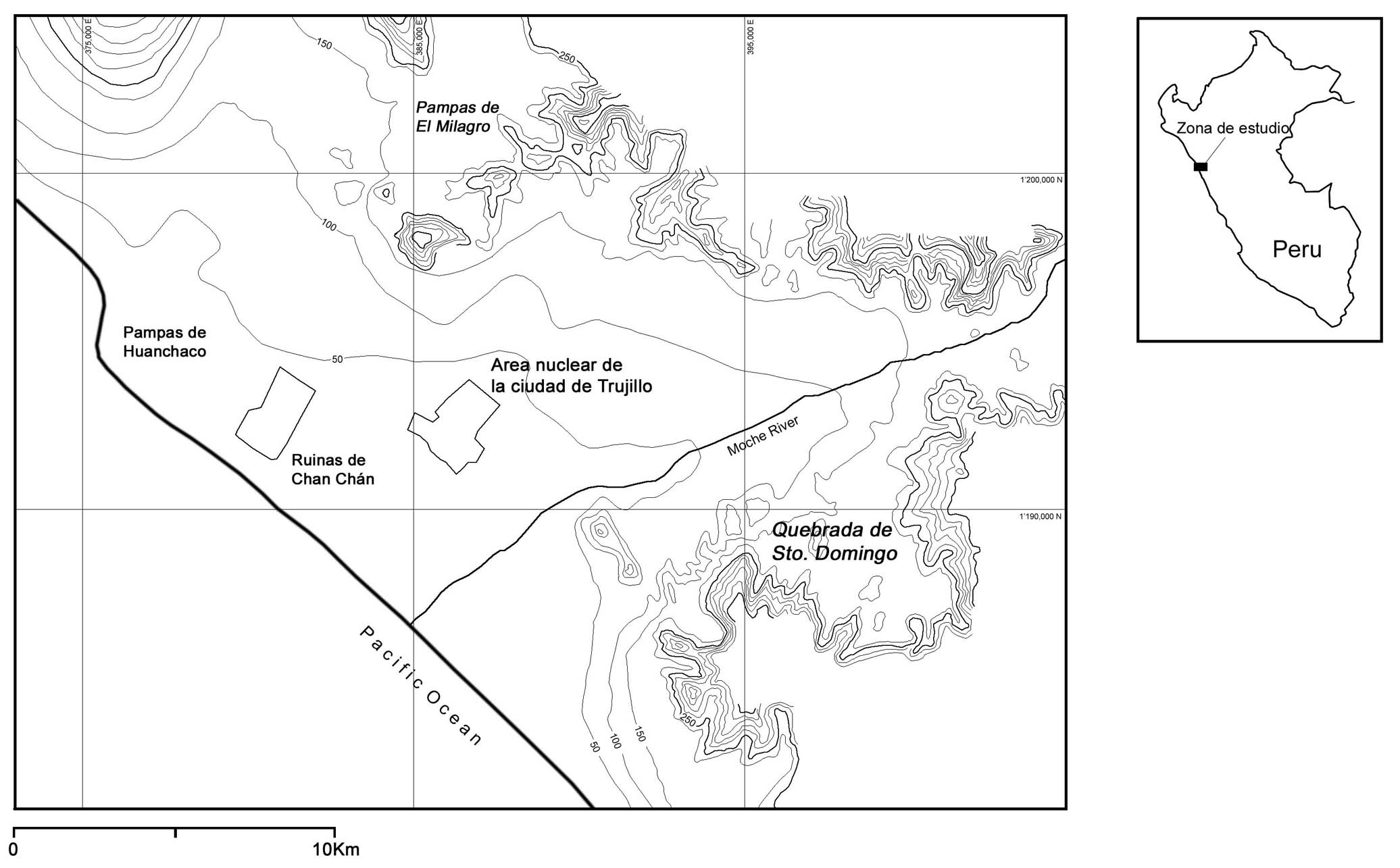
Ubicación de la Quebrada Santo Domingo

La zona arqueológica Quebrada Santo Domingo o Quebrada Santo Domingo es un sitio arqueológico ubicado en el distrito de Laredo, provincia de Trujillo, región de La Libertad, Perú.  Geográficamente se ubica al sur del río Moche y en la parte baja del Valle de Moche.

## Ubicación geográfica

### Emplazamiento
Toda la hoyada está prácticamente cercada por grandes montañas con picos prominentes, ya sea el cerro Oreja al norte; cerro Santo Domingo al noreste, cerro Los Colorados al este; cerro La Mina, al sureste, y el cerro Ochiputur hacia el sur. Al norte y oeste, bancos de arena, recientemente irrigados para fines de sembríos agro-industriales de monocultivo, se incrustan en la boca de la hoyada y finalizan definitivamente con la campiña del río Moche, la que constituye el límite de esta pequeña cuenca colectora u hoya natural.
La quebrada Santo Domingo se encuentra ubicada en la región natural chala o costa, comprendida entre el nivel del mar y los 500 metros de altitud.

### Geografía
La quebrada Santo Domingo se ubica en una mini cuenca de quebradas que ha tenido una historia geológica diferenciada y se pueden reconocer secciones de topografías variadas superimpuestas, ya sea pampas con sedimentos acumulados y materiales remanentes de acarreos antiguos, huaycos pedregosos, llocllas terrosas, escorrentías, y Lomas aterrazadas pedregosas o limpias. Esta es una división notable para una pampa de hoyada desigual, que sería la definición más propia del área interna cortada por los causes de las quebradas, entre las que domina, y de allí el reconocimiento nominal de toda la zona, la propia quebrada de Santo Domingo, la cual constituye el mayor cauce seco de toda el área.

### Geomorfología y edafología
La provincia de Trujillo cuenta con formas topográficas caracterizadas por cerros, colinas, playas, tablazos, pampas y el valle de Moche. Las colinas son pétreas y en algunos sectores están aisladas, como el promontorio rocoso “Cerro La Virgen” en Huanchaco, o formando grupos como los Cerros Blancos, en Quirihuac.

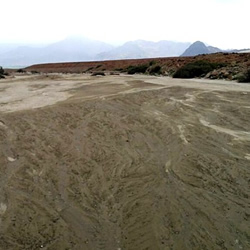
Relieve característico.

A causa de la formación del “Volcánico de Calipuy”, el cual está compuesto por derrames riolíticos, riodacíticos de colores gris y rojizo, la superficie de la Hoyada de Santo Domingo presenta un color rojizo. Dicha formación se ve representada en los siguientes cerros: C° Ochiputur, C° La Mina, C° Oreja, C° Santo Domingo, C° De los Colorados, C° Cabras, C° Campana, C° El Alto, C° San Idelfonso, C° Quirihuac Chico, C° Guayabas, C° Conchabados, C° Alto de Guitarras y C° Blancos, todos ellos ubicados en la provincia de Trujillo. Las superficies de estos cerros tienden a ser oscuras cuando el día esta nublado o rojiza incandescente al atardecer, con la última luz del sol.
En la hoyada Santo Domingo se observan diferentes tipos de desembocadura de ríos, hoy secos, que con el paso del tiempo han generado depósitos fluviales y aluviales.
Las unidades mayores que caracterizan a la Hoyada Santo Domingo corresponden a:
Estribaciones andinas. Están constituidas primordialmente por rocas ígneas intrusivas del batolito de la costa y restos metaforizados del grupo Casma y rocas sedimentarias en dirección Este, expuestas a los procesos de denudación. Este dinámica se observa claramente en los cerros Santo Domingo, Ochiputur, y La Mina; ubicados en la hoyada Santo Domingo. Sin embargo, a nivel de la provincia de Trujillo también se lo puede observar en los cerros Campana, El Gritón, El Alto, Pibote y San Idelfonso.

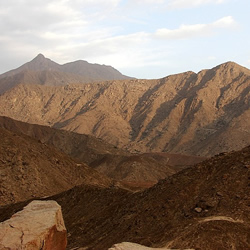
Cerro La Mina, Hoyada Santo Domingo.

## Geología
Las rocas que afloran en la Hoyada Santo Domingo son sedimentarias, metamórficas e ígneas. Las primeras están representadas por calizas, lutitas, y areniscas; las segundas, principalmente por cuarcitas y las terceras, tanto por intrusiones de composición granitoide de tipo batolítico e intrusiones menores (stocks, diques, etc.) como por efusiones volcánicas que han cubierto parcial o totalmente estructuras y rocas más antiguas. La edad de estas rocas comprende desde el Jurásico superior hasta el Cuaternario reciente.
En la Hoyada Santo Domingo se tiene la presencia de diferentes formaciones geológicas: Formación Chicama, Volcánico de Casma y el Volcánico Calipuy.

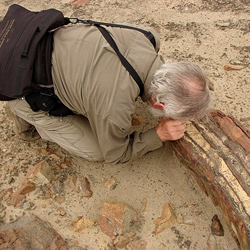
Presencia del Volcánico de Calipuy, el cual está compuesto por derrames riolíticos, riodacíticos de colores gris y rojizo.

## Zonas de vida
A la quebrada Santo Domingo, le corresponde:
Desierto desecado pre-montano (dd-PT) El desierto desecado-Premontano Tropical se ubica en la región latitudinal Tropical del país con una superficie de 8140 km² y su equivalente Zona de Vida, Desierto Desecado Premontano Tropical (dd-PT). Geográficamente se extiende a lo largo del litoral comprendiendo planicies y las partes bajas del valle, desde el nivel del mar hasta 1800 metros de altura. 
Matorral desértico-templado Cálido (md-TC) El matorral desértico-Templado Cálido se ubica en la región latitudinal Templado Cálido, con una superficie de 4,205 km². Se extiende a lo largo de la región costera desde los 7° 30’ hasta 18°10’ de latitud sur, a lo largo del litoral entre 500 y 1000 metros de altura.

## Flora
La flora comprende la vegetación de los campos de arena con manto acuífero, o sea: algarrobo (Prosopis pallida), huarango espinoso (Acacia macracantha); yuca de caballo (Proboscidea altheaifolia). Asimismo, presenta vegetación de monte rivereño: caña brava (Gynerium sagittatum); pájaro bobo (Tessaria integriofolia); carrizo (Arundo donax).

## Problemática
La quebrada de Santo Domingo adquirió renombre el año 2001 cuando se detectó que parte de su área arqueológica estaba siendo usada como cantera de material para afirmado de carreteras y usos particulares de construcción; comprobándose luego que sería el Proyecto Especial de Irrigación Chavimochic (PECH) el responsable de tal depredación. Estas acciones sistemáticas provocaron la destrucción de importantes y únicos vestigios de ocupaciones arqueológicas en la zona, las que fueron hechas por compañías contratistas inescrupulosas bajo el amparo de la impunidad y la falta de acción proteccionista del Instituto Nacional de Cultura de La Libertad (INC). Aunque estos trabajos fueron detenidos gracias a una campaña mediática, la quebrada sufrió la afectación irreparable de muchas de sus reliquias arqueológicas, entre las que destacan valiosos geoglifos.
La problemática con respecto a la destrucción de los bienes arqueológicos (canteras y talleres del periodo Lítico Paijanense; caminos, estructuras y geoglifos) que conforman el Patrimonio Cultural de la Zona Arqueológica Quebrada Santo Domingo, se remonta probablemente a mucho antes de su declaratoria como tal. A pesar de su declaratoria como zona arqueológica, la quebrada Santo Domingo ha pasado por tres crisis que han marcado su afectación sistemática:
1. Utilización como cantera del PECH,
2. Invasión y,
3. Destrucción adrede de los bienes arqueológicos.